# F430 (groupe)
Pour les articles homonymes, voir F430.
F430 [ɛf katʁ tʁɑ̃t] est un groupe de rap français indépendant, originaire de la cité des Tarterêts à Corbeil-Essonnes, créé en 2014, et composé de Jet et de Sensei.

## Biographie

### Début (2014)
Au début, F430, choisi en hommage au modèle de chez Ferrari du même nom, n'a aucune structure. Par la suite, F430 signifiera F pour le flow, 4 pour les sorties de pot, 3 pour Ralph lau et 0 poucaves dans mon ghetto expliqué dans le titre "que la mif" du groupe PNL. Les futurs membres viennent s'essayer au studio de leur quartier qui appartient au frère de Jet pour passer le temps et s'amuser. On pouvait retrouver à cette période les deux frères Ademo et N.O.S, futurs membres du groupe PNL, ainsi que Moha du groupe MMZ sous l'étendard F430.
Après quelques clips sortis sur YouTube, le groupe disparaît pendant 1 an.

### Formation finale (2016)
C'est avec Jet (Chedli Boujrida), né le 25 Juin 1989 à Corbeil-Essonnes, et Sensei (Eddine Moumen), né le 13 Janvier 1988 à Bourgoin-Jallieu, qui se croisent régulièrement au studio, que le groupe se relance officiellement. Les autres membres préfèrent se concentrer sur une carrière solo et font de temps en temps quelques apparitions dans leurs titres ou leurs clips.

### Duo et tournée avec PNL (2016-2018)
PNL sort son premier album officiel Le Monde Chico, où l'on peut retrouver Jet ainsi que Moha. Jet est celui qui se retrouve le plus en featuring sur les albums de l'entourage QLF : il apparaît sur le titre Amigo, de l'album Tout pour le gang de MMZ, autre groupe originaire des Tarterêts, dans leur deuxième album, N'Da sur le titre FMD, et encore une fois dans le dernier album du groupe, Sayonara, sur le titre Nicky Larson. En novembre de la même année, ils font avec d'autres groupes de leur entourage comme MMZ ou encore DTF, la première partie de la tournée de leurs amis PNL, ce qui leur fait gagner en visibilité et en notoriété.
La même année, Jet et Sensei accompagnent le groupe MMZ pour l'émission Planète Rap, qui est présentée par Fred Musa. Ils y interprètent en live le titre Analogue, issu de leur futur album Thank You God.

### Thank You God et Street Quality (2019)
Après plusieurs années et différents clips sortis sur YouTube, F430 sort son premier album nommé Thank You God, le 11 janvier 2019, et collabore avec le graphiste EADRAWW dans l’élaboration de la couverture de ce dernier. À l’occasion, ils accordent leur seule et unique interview filmée à l'émission OKLM afin de promouvoir leur album.
En décembre de la même année, ils annoncent sur les réseaux sociaux la sortie d'un EP uniquement disponible en streaming, composé de 6 titres et intitulé Street Quality. Jet explique dans une interview que le groupe travaille sur leur prochain album et que ce projet servira à faire une transition entre le premier album et le second prévu pour l'année 2021.
En janvier 2020 ils participent à l'émission de Red Bull, Rap Jeu, présenté par Mehdi Maïzi. Ils y affrontent l'équipe composé des rappeurs YL et Nino B.

### Guapo World (2021)
Le groupe effectue son retour le 22 juin 2021 avec le morceau Next Level, qui s'accompagne d'un clip. Quelques jours plus tard, ils annoncent sur les réseaux, la tracklist, ainsi que la date de leur nouvel album intitulé Guapo World. L'album est annoncé pour le 16 juillet 2021 sur les plateformes de streaming. Quant à la version physique, elle sera  disponible uniquement sur leur boutique officielle.
Pour faire la promotion de leur album, ils participent au live de Kameto, leader de la Karmine Corp, dont ils sont proches. Lors de ce live, ils dévoilent un son exclusif nommé Guapo Dior.
Chose rare pour le mouvement QLF (Que la Famille), qui a été lancé par PNL et suivi par tous les rappeurs de leur entourage, cet album comporte plusieurs featurings avec des artistes internationaux comme le rappeur allemand Miami Yacine, ou une collaboration avec l'américain Johnny Maycash.
L'album cumule 2000 ventes la première semaine.
Début août, ils dévoilent le clip Drip Up, tourné dans leurs quartiers des Tarterêts à Corbeil-Essonnes.
Le 31 octobre 2021, un live de 3 titres de l'album, comportant les titres Au bout du compte, Hope et Rédemption, est diffusé sur YouTube.

## Style musical et inspiration
F430 s’inscrit dans la vague du cloud rap, lancée par le groupe PNL, et utilise les codes de la rue mais à leur propre manière, chanté par Jet et complété par le rap plus parlant de Sensei. Les thèmes abordés sont la vie dans leur quartier, l’argent, les problèmes liés à leurs anciennes vies de dealers, les amis et la famille, l’envie de réussir dans la vie et leurs regrets.
Leurs textes sont parsemés de références aux jeux vidéo (Street Fighter), mangas (Death Note, Kenshin le vagabond, Nicky Larson) et films (Scarface, Casino).
Leurs inspirations viennent surtout des États-Unis, avec des rappeurs comme Travis Scott ou A$ap Rocky, mais aussi des groupes français tels que New African Poets ou ATK.

## Discographie
| Titre                | Date de sortie  | Label         | Certification | Ventes | Ventes première semaine |
| -------------------- | --------------- | ------------- | ------------- | ------ | ----------------------- |
| Thank You God        | 11 janvier 2019 | Guapo Records |               | 45 000 | 1 798                   |
| Street Quality       | 11 février 2020 | Guapo Records |               | 9 000  | (aucune donnée)         |
| Guapo World          | 16 juillet 2021 | Guapo Records |               | 10 500 | 2 000                   |
| Street Quality II    | 3 février 2023  | Guapo Records |               | 3 000  | (aucune donnée)         |
| Archives (2017-2020) | 24 Janvier 2025 | Guapo Records |               | 750    | (aucune donnée)         |

### Singles en collaboration certifié
| Titre                                                        | Année | Meilleure position | Certifications | Album          |
| Titre                                                        | Année | FRA                | Certifications | Album          |
| ------------------------------------------------------------ | ----- | ------------------ | -------------- | -------------- |
| PNL - Que la mif (featuring S-Pion, Pti Moha, F430 & Ilinas) | 2015  | 76                 | - FRA : Or     | Le Monde Chico |

## Apparitions
- 2015 : PNL (Ademo & N.O.S) feat. F430 (Jet, Lazeur & Sanders), Ilinas, S-Pion & Moha MMZ - Que la mif (sur l'album Le Monde Chico de PNL)
- 2016 : Houzairou feat. F430 (Jet & Sensei), Farceur, Ilinas & Mom's - Follow me
- 2018 : S-Pion feat. Jet - Sourouguap (2018)
- 2019 : Moha MMZ feat. Jet - Fusée
- 2019 : S-Pion feat. F430 - Snowfall (sur l'album Sourou de S-Pion)[13]
- 2020 : S-Pion feat. F430 - Top Boy (sur l'album Sourou 2 (Initialisation) de S-Pion)
- 2020 : Miami Yacine feat. F430 - Kingsley Coman (sur l'album Dilemma de Miami Yacine)
- 2022 : NVST feat. Jet - La mif (sur l'album La Frappe de NVST)
- 2022 : La Pépite feat. F430 - Dope & Flow (sur l'album Cité d'Or de La Pépite)
- 2022 : Flex Uptown feat. Jet  - Litty
- 2022 : 91 All Stars feat. F430 - New Flow
- 2023 : Album multi-interprètes - Sky Is The Limit (sur l'album Tarterêts Zoo regroupant les artistes des Tarterêts)
- 2023 : Riffi feat. Jet - Amsterdam/Parigo (sur l'album Misn Tsar de Riffi)
- 2024 : S-Pion feat. Jet - Sourouguap (2024)
- 2025 : DJ Teks feat. F430 - Fly (sur l'album Vaisseau Mère de DJ Teks)
- 2025 : S-Pion feat. Jet - Sourouguap 2 (présent sur l'EP Yebe de S-Pion)

## Clips
| Année | Note                                           | Realisation     | Titre                                | Lieux de tournage                               | Nombre de vues | Album                          |
| ----- | ---------------------------------------------- | --------------- | ------------------------------------ | ----------------------------------------------- | -------------- | ------------------------------ |
| 2014  | Premier clip du groupe                         | Ordell-B Prodd  | C'est la cité                        | Corbeil-Essonnes, France                        | 181 000        |                                |
| 2014  | Adsa Beatz est au refrain                      | Ordell-B Prodd  | H24                                  | Corbeil-Essonnes, France                        | 340 000        |                                |
| 2014  | PNL (groupe), S-Pion, Moha, Ilinas             | Ordell-B Prodd  | Squad Freestyle                      | Corbeil-Essonnes, France                        | 1 300 00       |                                |
| 2015  |                                                | Mess            | Bando                                | Corbeil-Essonnes, France                        | 571 000        |                                |
| 2017  | Premier clip avec la formation final du groupe | Adsabeatz       | Jamais                               | Corbeil-Essonnes, France                        | 570 000        |                                |
| 2017  | Premier clip pour l'album Thank You God        | Ordell-B Prodd  | Euro Dollars Pesos                   | Corbeil-Essonnes, France                        | 2 100 000      | Thank You God                  |
| 2017  |                                                | Ordell-B Prodd  | Analogue                             | Amsterdam, Pays-Bas                             | 6 100 000      | Thank You God                  |
| 2017  |                                                | Ordell-B Prodd  | American Dream                       | Amsterdam, Pays-Bas                             | 2 800 000      | Thank You God                  |
| 2018  |                                                | Genkidama       | Battosai                             |                                                 | 1 800 000      | Thank You God                  |
| 2018  |                                                | Ordell-B Prodd  | Every Night                          | Milan, Italie                                   | 2 200 000      | Thank You God                  |
| 2018  | Le clip est la suite du titre Analogue         | Ordell-B Prodd  | Cash Business                        | Corbeil-Essonnes, France                        | 2 200 000      | Thank you God                  |
| 2018  |                                                | Fanatik Prod    | Gangsta                              | Jamaïque                                        | 1 000 000      | Thank You God                  |
| 2018  |                                                | Fanatik Prod    | Trafic                               | Corbeil-Essonnes, France                        | 5 500 000      | Thank You God                  |
| 2019  |                                                | NC              | Que la Fafa                          |                                                 | 1 600 000      | Thank You God                  |
| 2019  |                                                | NC              | Slow Down                            | Isla Mujeres, Mexique                           | 1 300 000      |                                |
| 2019  |                                                | NC              | Réel                                 | Corbeil-Essonnes, France                        | 1 100 000      | Street Quality                 |
| 2019  | Clip pour le site Booska-P                     |                 | Freestyle Booska-F                   |                                                 | 356 000        |                                |
| 2020  |                                                | Black Anouar    | Bitch                                | Corbeil-Essonnes, France                        | 900 000        | Street Quality                 |
| 2021  |                                                | NC              | Next Level                           |                                                 | 344 000        | Guapo World                    |
| 2021  | Le clip est un clip animé en 3D                | NC              | Wick & Wayne                         |                                                 | 714 000        | Guapo World                    |
| 2021  |                                                | Guapo Records   | Drip Up                              | Corbeil-Essonnes, France                        | 551 000        | Guapo World                    |
| 2021  | Live pour l'album Guapo World                  | Guapo Records   | *Au bout du compte *Hope *Rédemption |                                                 | 264 000        | Guapo World                    |
| 2022  |                                                | 73Shot & Olasky | Dope & Flow feat. @lappite           | Maison Guava ( 16 Rue St. Roch, Paris ), France | 194 000        | Cités d'or (album de lapépite) |
| 2025  | Sensei ne figure ni sur le clip ni sur le son  | Guapo Records   | Busy (ft. Savage Toddy)              | Corbeil-Essonnes, France                        | 100 000        |                                |

## Anecdotes
Jet est le frère du beatmaker Adsa Beatz (Saad Boujrida), né le 08 Juin 1990 à Evry, membre du collectif MOC, connu pour avoir produit des titres sur les albums Le Monde Chico et Deux frères de PNL, ainsi que Kaaris et Gradur, et qui produit une partie des titres du groupe. Aujourd'hui, leurs chaîne YouTube compte 150 000 abonnés et cumule 50 millions de vues.
Le groupe est proche du streamer Kameto, leader de Karmine Corp, une équipe professionnel d'eSport.